# Дружний (Первомайський район)
Дру́жний (рос. Дружный) — селище у складі Первомайського району Оренбурзької області, Росія.

## Населення
Населення — 70 осіб (2010; 209 у 2002).
Національний склад (станом на 2002 рік):
- казахи — 77 %